# Danzón

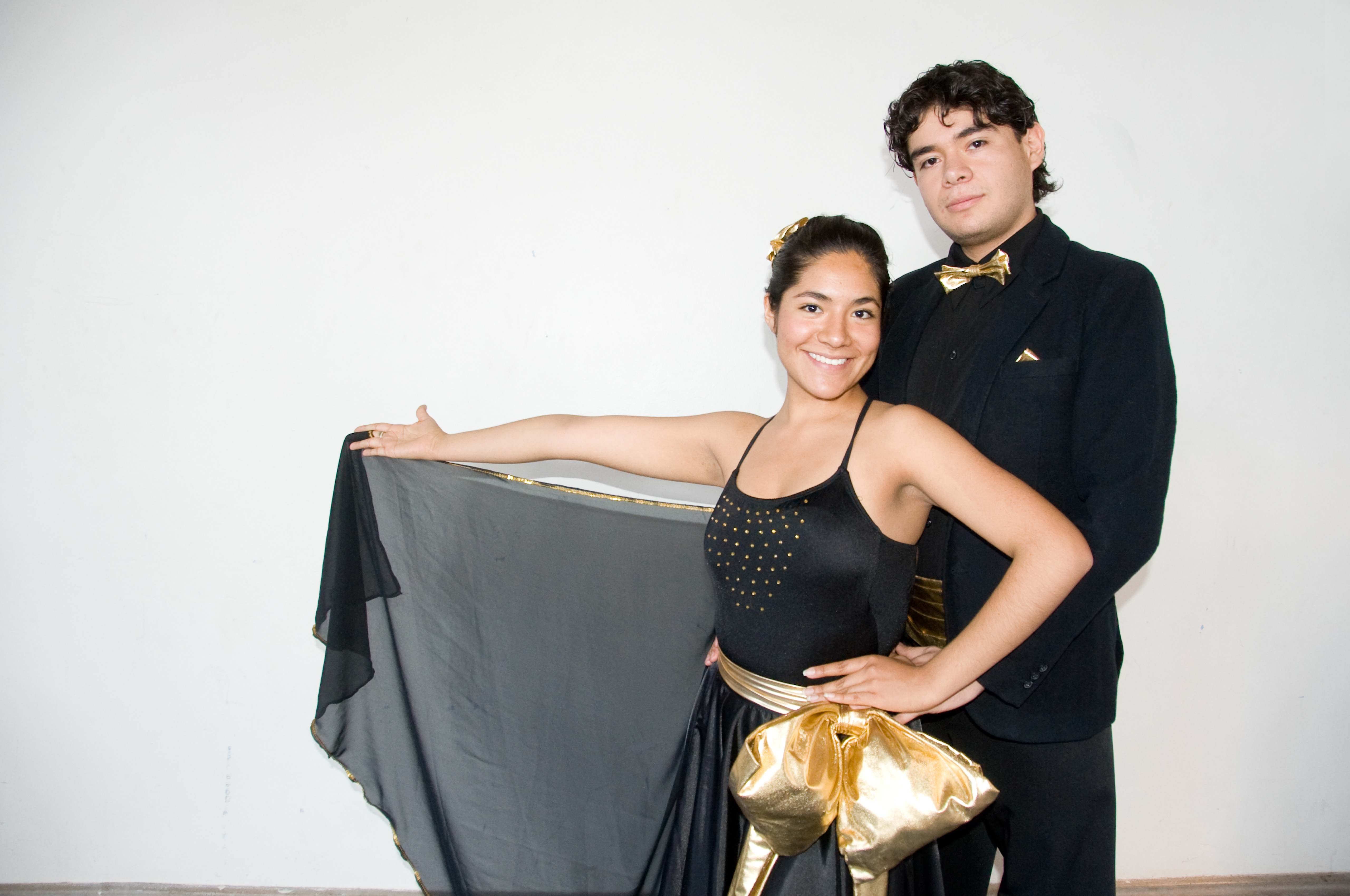
Dançarinos de danzón do Instituto de Tecnologia e Educação Superior de Monterrey, Cidade do México.

Danzón é um gênero musical e dança de Cuba. É também uma forma musical ativa no México e muito apreciada em Porto Rico. O danzón é um processo de dança lento e formal, com batidas sincopadas e incorporando passagens instrumentais, como caracteristicamente desempenhados por uma charanga.
O danzón evoluiu da contradanza cubana, ou habanera. A contradanza, que tinha raízes inglesas e francesas na quadrilha, foi provavelmente introduzida em Cuba pelos espanhóis, que governaram a ilha por quase quatro séculos (1511-1898), contribuindo com muitos milhares de imigrantes. Também pode ter sido parcialmente semeado durante a curta ocupação britânica de Havana em 1762, e os refugiados haitianos que fugiam da revolução, contribuindo com sua própria síncope crioula. Em Cuba, as danças de origem europeia adquiriram novos traços estilísticos derivados do ritmo e dança africana para produzir uma fusão genuína de influências europeias e africanas. Traços musicais africanos no danzón incluem complexos ritmos instrumentais cruzados.
Em 1879, ano em que Las alturas de Simpson de Miguel Failde foi apresentado pela primeira vez (em Matanzas), o danzón emergiu como um gênero distinto e depois passou a interagir com gêneros cubanos do século XX, como o son, e foi fundamental para o desenvolvimento do mambo e do cha-cha-chá.